# VOLA
VOLA er et dansk progressive metal band dannet i København i 2006. Bandet består i øjeblikket af tre danskere, guitarist/vokalist Asger Mygind, keyboardspiller Martin Werner og bassist Nicolai Mogensen; og den svenske trommeslager Adam Janzi.

## Medlemmer

### Nuværende medlemmer
- Asger Mygind – Guitar, vokal (2006-)
- Martin Werner – Keyboard (2001-)
- Nicolai Mogensen – Bas, baggrundsvokal (2009-), synth (2021-)
- Adam Janzi – Trommer (2017-)

### Tidligere medlemmer
- Jeppe Bloch – Bas (2006-2009)
- Niklas Scherfig – Trommer (2006-2011)
- Niels Dreijer – Guitar, baggrundsvokal (2006-2012)
- Felix Ewert – Trommer (2011-2017)

### Tour medlemmer
- Simen Sandnes – Trommer (2016)

## Diskografi

### Studiealbum
- Inmazes (2015)
- Applause of a Distant Crowd (2018)
- Witness (2021)
- Friend of a Phantom (2024)

### Ep'er
- Demo ep (2006)
- Homesick Machinery (2008)
- Monsters (2011)
- October Session (2017)

### Livealbum
- Live from the Pool (2022)

### Singler
- "Fireflies [Live]" (2008)
- "Golden Lighthouse Failure" (2010)
- "Glasswork" (2010)
- "Head Mounted Sideways" (2020)
- "Straight Lines" (2021)
- "24 Light-Years" (2021)
- "These Black Claws" (feat. Shahmen) (2021)
- "Napalm (Re-Witnessed)" (2022)
- "Paper Wolf" (2023)
- "Break My Lying Tongue" (2024)
- "I Don't Know How We Got Here" (2024)
- "Cannibal" (feat. Anders Friden) (2024)
- "Bleed Out" (2024)